# Matej Baloga
Matej Baloga (ur. 8 sierpnia 1997 roku w Preszowie) – słowacki biathlonista, uczestnik zimowych igrzysk olimpijskich w 2022 roku.

## Osiągnięcia

### Igrzyska olimpijskie[3]
| Rok  | Miejscowość | Konkurencje | Konkurencje | Konkurencje | Konkurencje | Konkurencje | Konkurencje | Konkurencje |
| Rok  | Miejscowość | IN          | SP          | PU          | MS          | RL          | MR          | SR          |
| ---- | ----------- | ----------- | ----------- | ----------- | ----------- | ----------- | ----------- | ----------- |
| 2022 | Pekin       | 84.         | 85.         | nd.         | nd.         | 21.         | nd.         | nd.         |

### Mistrzostwa świata[3]
| Rok  | Miejscowość | Konkurencje | Konkurencje | Konkurencje | Konkurencje | Konkurencje | Konkurencje | Konkurencje |
| Rok  | Miejscowość | IN          | SP          | PU          | MS          | RL          | MR          | SR          |
| ---- | ----------- | ----------- | ----------- | ----------- | ----------- | ----------- | ----------- | ----------- |
| 2021 | Pokljuka    | 86.         | nd.         | nd.         | nd.         | 17.         | nd.         | nd.         |

### Mistrzostwa świata juniorów[4][5][6][7][8][9][10][11]
| Rok  | Miejscowość | Konkurencje | Konkurencje | Konkurencje | Konkurencje | Konkurencje | Konkurencje | Konkurencje |
| Rok  | Miejscowość | IN          | SP          | PU          | MS          | RL          | MR          | SR          |
| ---- | ----------- | ----------- | ----------- | ----------- | ----------- | ----------- | ----------- | ----------- |
| 2017 | Osrblie     | 67.         | 57.         | 33.         | nd.         | nd.         | nd.         | nd.         |
| 2018 | Kontiolahti | 64.         | 38.         | 37.         | nd.         | 18.         | nd.         | nd.         |
| 2019 | Osrblie     | 74.         | 68.         | nd.         | nd.         | 10.         | nd.         | nd.         |

### Puchar Świata

#### Miejsca w klasyfikacji generalnej
| Sezon     | Miejsce |
| --------- | ------- |
| 2019/2020 | 84.     |
| 2020/2021 | 93.     |
| 2021/2022 | 133.    |